# Hussain Abdullah
Hussain Abdullah (* 9. Juni 1984 in Köln, Deutschland) ist ein deutscher Filmregisseur, Drehbuchautor und ehemaliger Stuntman.

## Leben
Hussain Abdullah hatte seine ersten TV-Jobs während seiner Schulzeit, wo er Erfahrungen in verschiedenen Abteilungen sammeln konnte. Nach seinem Medientechnik-Studium arbeitete er sieben Jahre an diversen Projekten als Regieassistent und sammelte dabei auch Dreherfahrungen im Ausland, wie z. B. in China, Südkorea und Italien.
Abdullah trainierte Kampfkunst und Stunts. Neben einigen Jobs als Stuntman und Kampfchoreograph für diverse TV-Produktionen arbeitete er 2012 als „Stunt Performer“ bei der Produktion zum James-Bond-Film Skyfall.
Als Drehbuchautor schrieb Abdullah für verschiedene deutsche Krimi-Serien.
Als freischaffender Realisator (producer/director) war er für die begleitende TV-Serie des Casting- und Förderprogramms von Nissan und Sony PlayStation mit dem Titel GT Academy in England und in Abu Dhabi tätig.
Abdullah studierte „Digital Film & VFX“ am SAE Institute Köln und machte seinen Abschluss im Oktober 2016.

## Auszeichnungen
- 2012 Screen Actors Guild Awards Ehrung für „Outstanding Performance by a Stunt Ensemble in a Motion Picture“ im James-Bond-Film Skyfall
- 2018 Silicon Beach Film Festival (Los Angeles) - Best Short Action für den Kurzfilm „There Was to be Peace“
- 2020 Independent Shorts Awards (Los Angeles) - Gold Award für den Kurzfilm „84-06“
- 2020 Care Awards (West Virginia, USA) - „Best Sci-Fi Film“-Auszeichnung für den Kurzfilm „84-06“
- 2020 Florence Film Awards (Italien) - „Best Sci-Fi“-Auszeichnung für den Kurzfilm „84-06“
- 2020 Andromeda Film Festival (Istanbul) - „Best Sci-Fi“-Auszeichnung für den Kurzfilm „84-06“

## Filmografie (Auswahl)

### Regie
- 2012: Stibimmt so! (Kurzspielfilm)
- 2014: There Was to be Peace (Webserie)
- 2015: GT Academy (Dokuserie, RTL) (producer-director North Africa)
- 2015: About Time (Kurzspielfilm)
- 2015: Aus dem Leben eines Stuntmans (Kurzdokumentarfilm)
- 2016: Channa: Revolution (Musikvideo)
- 2016: There Was to be Peace (Serienpilot)
- 2017: Burning Paradise (Teaser Spielfilmkonzept)
- 2017: Eurovision Song Contest - Vorentscheid zum deutschen Finale 2018 (Workshops) (Realisation)
- 2018: Burning Paradise (Teaser Spielfilmkonzept)
- 2019: Next Champ - Boxing Gear (Werbefilm)
- 2019: Turn of Events (Kurzspielfilm)
- 2020: 84-06 (Kurzspielfilm)
- 2020: Pix4me: Die Bildverwaltung (Werbefilm)

### Drehbuch
- 2012: Niedrig und Kuhnt (Serie, SAT.1) (Drehbuchautor & Redakteur)
- 2013: Niedrig und Kuhnt (Serie, SAT.1) (Drehbuchautor & Redakteur)

### Produktion
- 2015: GT Academy Europe (Dokuserie, RTL) (Core Crew Producer)
- 2017: Eurovision Song Contest - Vorentscheid zum deutschen Finale 2018 (Workshops) (Producer)

### Kamera
- 2018: Hallhuber - Buy Less (Fashion Video)
- 2018: Karlstown (Teaser Spielfilmkonzept) (Kamera Operator)
- 2019: L’Oréal - Barber Talks (Werbefilm) (Kamera Operator)

### Stunts
- 2009: Biodyn - City Bus (Werbefilm) (Stunt Performer)
- 2012: James Bond 007 – Skyfall (Stunt Performer)
- 2012: Niedrig und Kuhnt - Kommissare ermitteln (Serie, SAT.1) (Actiondesign)
- 2013: Ponk - The Last of Us. Apokalypse Survival Guide (Werbefilm) (Kampfchoreographie)
- 2016: Amazon Prime - Fear the Walking Dead (Zombie)